# Saaluncifera lamottei
Saaluncifera lamottei är en fjärilsart som beskrevs av François Louis Nompar de Caumont de Laporte 1972. Saaluncifera lamottei ingår i släktet Saaluncifera och familjen nattflyn. Inga underarter finns listade.